# Republiqueta de Ayopaya

Bandera de la republiqueta de Ayopaya

Se conoce con el nombre de republiqueta de Ayopaya a la guerrilla independentista que luchó contra los realistas españoles durante las guerras de independencia hispanoamericanas en los partidos de Ayopaya y de Sicasica en el Alto Perú (actual Bolivia). La resistencia se mantuvo desde 1811 hasta el 7 de febrero de 1825, fecha en que su líder José Miguel Lanza ocupó la ciudad de La Paz.

## Zona de acción
La republiqueta de Ayopaya se desarrolló entre los departamentos de La Paz y Cochabamba en la región montañosa situada entre 1000 y 5000 m s. n. m. entre las ciudades de La Paz, Oruro y Cochabamba. Comprendía un área aproximada de 1400 km cuadrados que englobaba los partidos de Sicasica y de Ayopaya. En el primero se hallaban los pueblos de Mohosa, Cavari, Inquisivi, Ichoca, Yaco, Quime, Capiñata y otros. En el de Ayopaya se hallaban Machaca, Cajuata, Charapaya y principalmente Palca, hoy llamada Villa de la Independencia, en donde se situaba el centro de operaciones de la guerrilla. En ocasiones fueron ocupados Tapacarí, Arque, Irupana, Caracollo y otros pueblos.
Los guerrilleros interceptaban las comunicaciones de los realistas entre Cochabamba, La Paz y Oruro, huyendo luego hacia las montañas. Sus ataques eran sorpresivos y constantes, carecían de armamentos apropiados, por lo que en sus ataques utilizaban piedras, palos, sogas y hondas, junto con el armamento quitado a los realistas. Contaban con un ejército de unos 600 hombres y 30 oficiales denominado como División de los Valles y poseían una administración desarrollada. La guerrilla también era conocida como la División de los Aguerridos y probablemente nunca llegó a contar con más de 500 combatientes regulares (quizás sólo 200 o 20 en algunos momentos) y unos 2.000 indios apoyándoles.

## Orígenes
Luego de la batalla de Guaqui, en agosto de 1811 los habitantes de Palca marcharon hacia Cochabamba con la intención de ayudar al coronel Francisco de Rivero que hacía frente a las tropas realistas del general José Manuel de Goyeneche. Rivero fue derrotado en Amiraya y no pudiendo unírseles, al pasar por Charapaya los milicianos de Palca se enteraron de la derrota, retornaron a su pueblo y organizaron en él, al mando de José Buenaventura Zárate, la resistencia a Goyeneche impulsados por la insurrección de los partidos de Omasuyos, Pacajes y Larecaja.

## Desarrollo
Durante dos años resistieron enfrentando a los realistas en diversas escaramuzas, mientras se unían a sus filas algunos escapados de la represión a la revolución del 16 de julio de 1809 en La Paz (Junta Tuitiva), entre ellos el denominado "guerrillero de la independencia", José Miguel Lanza, quien luego se alistó en el Ejército del Norte enviado desde Buenos Aires.
El 12 de abril de 1812 los indígenas del Partido de Ayopaya al mando de Inojosa, fueron derrotados completamente por el capitán realista Esteban Cárdenas en la Batalla de Coripata en el Partido de Yungas (Intendencia de La Paz). Los prisioneros fueron ejecutados.
El 2 de junio de 1812 los revolucionarios del Partido de Ayopaya al mando de Baltazar Cárdenas atacaron Sica Sica, pero fueron derrotados por el coronel Joaquín Revuelta, quien les quitó 150 caballos que envió al Perú.
En los últimos días de noviembre de 1814 tras la derrota de la expedición auxiliar argentina en las batallas de Vilcapugio y Ayohuma, el Alto Perú volvió a control realista. Muchos revolucionarios, huyendo de la represión, se unieron a las fuerzas guerrilleras lideradas por el teniente coronel José Buenaventura Zarate. Entre ellos llegó al pueblo de Machaca Eusebio Lira, procedente de Oruro, quien luego se transformó en comandante de la Republiqueta de Ayopaya.
En junio de 1815 Lanza se unió a los guerrilleros de Ayopaya. Luego de la derrota en la Batalla de Sipe Sipe, Lira entró en negociaciones con Joaquín de la Pezuela, aceptando deponer las armas, pero luego rechazó lo acordado y continuó la guerra.
En junio de 1816 fue desbaratada una expedición realista al mando del teniente coronel Manuel Ramírez. Por esta razón Mateo Ramírez dispuso que Ayopaya fuera atacada por partidas de Cochabamba, La Paz, Sicasica y Oruro, al mando del coronel Abeleira. Lanza dispersó sus fuerzas y las cuatro partidas no pudieron hallarlas, debiendo regresar. Abeleira, quien regresaba a Oruro, fue emboscado por José Manuel Chinchilla en la Batalla de Charapaya el 20 de agosto de 1816, perdiendo más de la mitad de sus 700 hombres. En septiembre de 1816 Chinchilla, Francisco Carpio, José Domingo Gandarillas y otros líderes guerrilleros de Vallegrande, Pucarani y otras regiones, llegaron con sus fuerzas a Palca para unirse a los guerrilleros de Ayopaya. En noviembre, se reunieron en Tapacarí tomando la decisión de ponerse bajo las órdenes de Lira.
Lanza con 80 hombres, siguiendo a José Rondeau, se refugió en Chayanta y después de Tojo, en donde fue sorprendido por el coronel Juan Cobo el 16 de noviembre de 1816, capturando a la mayoría de sus hombres. Lanza se refugió en Salta.
Lira fue asesinado en Palca el 16 de diciembre de 1817 por uno sus subalternos y le sucedió el general Chinchilla con quien la guerrilla alcanzó fama de invencible. En un motín liderado por el coronel José Miguel Lanza, Chinchilla fue fusilado el 21 de marzo de 1821 en Cavari. Lanza, quien había regresado desde Salta a Inquisivi el 13 de febrero de 1821 tras formar parte del Ejército del Norte, se hizo del mando de la Republiqueta de Ayopaya y luego logró tomar Cochabamba. En 1822 se unió a la guerrilla José Ballivián, futuro presidente de Bolivia. Otro destacado líder guerrillero fue José Santos Vargas, comandante del pueblo de Mohosa en 1823.
El 17 de junio de 1823 desembarcó en Arica la expedición peruana encabezada por Andrés de Santa Cruz, a quien secundaba Agustín Gamarra, quienes entraron en La Paz el 7 de agosto. Olañeta recogió en Tarapacá a principios de febrero de 1823 la caballada y a 200 realistas salvados de las batallas de Torata y de Moquegua y se dirigió a Oruro. Allí recibió la orden del virrey de la Serna para avanzar sobre La Paz, saliendo el 9 de agosto reforzado con las fuerzas de Cochabamba y de Potosí. Lanza unió sus fuerzas con las de Santa Cruz, entrando unos 7000 hombres el 8 de septiembre en Oruro. El día 14 los 1.500 hombres de Olañeta fueron reforzados por otros 2.000 que llevó el virrey desde el Perú. Durante la noche, a la vista del enemigo, el ejército de Santa Cruz y Gamarra se desbandó completamente sin combatir, abandonado todo y huyendo hacia Moquegua. Más de 1000 soldados cayeron prisioneros de los realistas. Lanza retiró sus tropas de Oruro hacia Cochabamba, ciudad que tomó. Olañeta salió desde La Paz en busca de Lanza y lo derrotó el 16 de octubre en el combate de Falsuri, por lo que Lanza con los restos de su ejército retornó al valle de Ayopaya.
Como consecuencia de la rebelión de Olañeta contra el virrey del Perú, en octubre de 1824 Lanza reconoció la autoridad de Olañeta sobre el Alto Perú, poniéndose a sus órdenes y comisionando para ello a su segundo, el coronel Calorio Velasco. Las negociaciones habían sido realizadas por Casimiro Olañeta, quien viajó al valle de Ayopaya a su regreso de Montevideo para ese efecto.

## Victoria
Después de la derrota realista en la batalla de Ayacucho, el 23 de enero de 1825, el general Lanza al frente de los guerrilleros de Ayopaya decidió avanzar sobre la ciudad de La Paz, a la que entró el 7 de febrero, despejando el camino para el ingreso del general Sucre. Lanza murió en un motín instigado por el general peruano Agustín Gamarra.